# Umm el-Qaab
Umm el-Qaab (auch Umm el-Gaab, arabisch أم الجعاب, DMG Umm al-Qaʿāb, wörtlich: Mutter der Töpfe, auch Mutter der Opfergefäße; altägyptisch Peqer) ist die moderne Bezeichnung der altägyptischen Königsnekropole, 2 km südwestlich von Abydos, in welcher über 650 Grabanlagen gefunden wurden.
Der zeitgenössische Name konnte bis heute nicht ermittelt werden. Die sich dort befindenden Gräber gehören den späten Königen der Dynastie 0 sowie den Königen (Pharaonen) der 1. und 2. Dynastie (etwa 3000 bis 2700 v. Chr.). Umm el-Qaab gilt unter anderem neben Dedu, Philae und Mendes als einer der Orte, die mit dem Beinamen Grab des Osiris bezeichnet werden. Die hier entdeckten Nekropolen U und B sind die bedeutendsten. Trotz ihrer getrennten Bezeichnungen handelt es sich jedoch um einen Bestattungsplatz.

## Geschichte

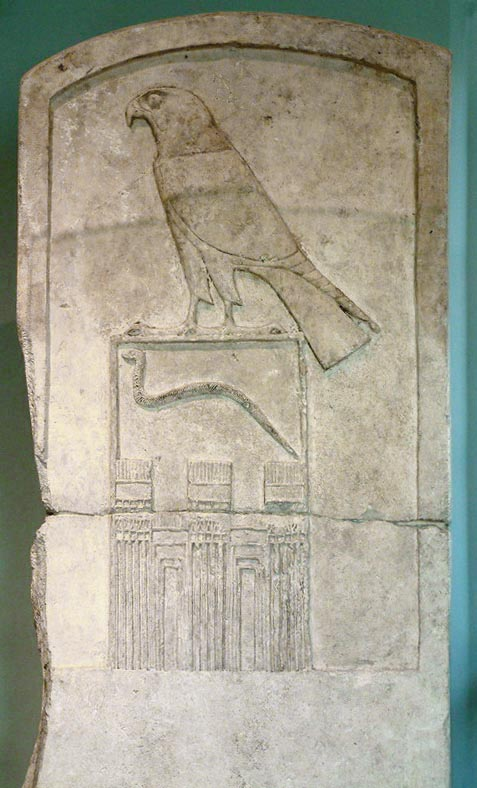
Grabstele des Königs Wadji aus Umm el-Qaab

Umm el-Qaab hat sich von einem einfachen Friedhofsgelände in der frühen prädynastischen Naqada-Zeit zu einem Bestattungsplatz einer höheren Bevölkerungsschicht in der Naqada II-Zeit entwickelt. Höhepunkt der Naqada III-Zeit war das Begräbnis von König Skorpion I. (Grab U-j). Dies war der Beginn der frühdynastischen Königsbestattungen die zu Anfang der 3. Dynastie endeten.
Im Alten Reich stand der Friedhof unter dem Schutz der abydenischen Nekropolengottheit Chontamenti, der jedoch unter der in der 5. Dynastie aufgekommenen Osiris-Verehrung an Bedeutung verlor. Osiris führte in späterer Zeit Chontamenti als Beinamen. In einigen Privatstelen aus dem Mittleren Reich werden Handlungen beschrieben, die Osiris zu Ehren begangen wurden. Die Nekropole konnte von Pilgern in der Spätzeit direkt besucht werden.

## Erforschung
Der Königsfriedhof wurde 1885 von Émile Amélineau entdeckt und bis 1899 ausgegraben. In den Jahren 1899 bis 1901 grub Flinders Petrie dort und erforschte systematisch die Gräber.
Auch die Archäologen Édouard Naville und Eric Peet haben hier von 1912 bis 1919 gegraben. Seit 1977 werden weitere Ausgrabungen von der Abteilung Kairo des Deutschen Archäologischen Instituts unter der Leitung von Werner Kaiser und später Günter Dreyer durchgeführt.

## Grabstätten
Die Königsnekropole bestand ursprünglich aus zwei getrennten Teilen. Umm el-Qaab als Friedhof und den Talbezirken der Grabanlagen am Wüstenrand, worunter Shunet El-Zebib (arabisch: Rosinenscheune) der bedeutendste ist und etwa zwei Kilometer nördlich von Umm el-Qaab liegt.

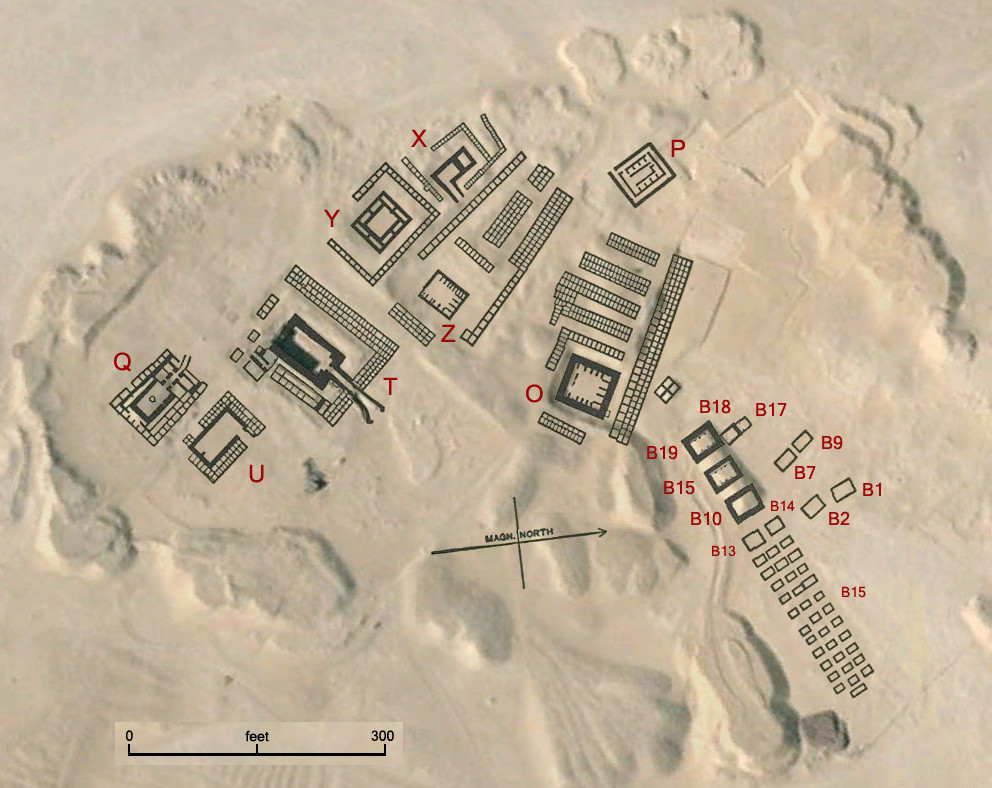
Karte der Grabstätten von Umm el-Qaab

Wie die neuesten Grabungen gezeigt haben, wurde der Friedhof schon in der Naqada-Periode (etwa 3500 bis 3000 v. Chr.) angelegt. Er trägt die Bezeichnung Friedhof U. Es fanden sich zahlreiche kleine, aber auch größere Grabanlagen aus dieser Zeit. Einige Gräber können auf Grund ihrer Ausmaße vordynastischen Königen zugeschrieben werden (siehe: Skorpion I.). Vor allem in der 1. Dynastie war der Ort die Begräbnisstätte der ägyptischen Könige. In der 2. Dynastie sind hier dagegen nur zwei Herrscher bestattet worden.
Die meisten Gräber hatten eine Stele, auf der sich der Name des Herrschers oder Beamten (im Falle der Nebenbestattungen) befand. Von den Grabanlagen sind meist nur noch die unterirdischen Gruben erhalten. Die einst sicherlich vorhandenen Oberbauten sind vollkommen verschwunden. Bei jedem der seit König Hor-Aha angelegten Gräber hat man eine große Anzahl von Nebengräbern gefunden, in denen Bedienstete und vielleicht Beamte des Pharaos ihre letzte Ruhestätte fanden. Diese Sitte der Nebenbestattungen ist in der 2. Dynastie nicht mehr belegt.
Im Grab des Djer wurde im letzten Jahrhundert eine Basaltplastik entdeckt, die unter dem Namen „Osirisbett“ bekannt wurde. Die Plastik wurde zunächst in die 25./26., später in die 13. Dynastie datiert, also ca. tausend Jahre nach dem Tod des Königs Djer. Sie ist heute in Kairo im Ägyptischen Museum zu sehen. Die Forschung sieht das Grab des Djer seitdem als Ausgangspunkt für den eigentlichen Osiris-Kult. Deshalb wird das Grab auch als eines der „Osirisgräber“ bezeichnet. Neuesten Grabungsergebnissen zufolge stand die ganze Königsnekropole in Verbindung zum Gott Osiris. An verschiedenen Grabbauten gab es Renovierungsarbeiten seit dem Mittleren Reich. Vor allem im Neuen Reich wurde die Nekropole zu einer Art Pilgerzentrum. Es wurden kleine Gefäße geopfert, die dem Ort den heutigen Namen gaben. Insgesamt wird geschätzt, dass hier acht Millionen Töpfe niedergelegt wurden. Das hiesige Grab des Osiris wird in altägyptischen Quellen als Mahat bezeichnet. Dem Mythos nach fand Isis in Abydos den Kopf ihres Gemahls.
Zu den Grabanlagen gehörten auch große, befestigte Talbezirke, nahe bei Abydos gelegen, in denen wohl Bestattungsfeierlichkeiten und der Totenkult für jeden Herrscher stattfanden.

## Fundstücke
- Dolchgriff K 1104
- Messergriff K 1262a
- Messergriff K 1262b
- Messergriff K 1103
- Messergriff K 2185
- Messergriff K 2186
- Messer K 3325 + K 3324
- Dolchgriff K 3475

## Liste der größten Grabanlagen
| Grab                  | Herrscher            | Größe                                   | Nebengräber | Beschreibung | Bild                    |
| --------------------- | -------------------- | --------------------------------------- | ----------- | --- | ----------------------- |
| U-j                   | Skorpion I.          | ca. 8 × 10 m.                           |             | Das Grab des Königs Skorpion I. umfasst 12 Kammern. Die Grabkammer ist ca. 2,9 × 4,7 m groß, östlich der Grabkammer liegen neun Magazinräume, die in drei Reihen zu je drei Kammern aufgeteilt sind. Vermutlich aufgrund eines gestiegenen Raumbedarfs wurden in einer späteren Bauphase noch zwei etwas größere Magazinräume angebaut. Das Grab ist, für diese Zeit und in dieser Größe, ein noch nie da gewesener Fund. Alle bisherigen Königsgräber bestanden aus ein bis zwei Kammern. Ein in der Grabkammer gefundenes Zepter beweist die königliche Stellung des Skorpion I. In den Magazinräumen fanden sich Weinkrüge für ca. 4000 Liter Wein. Die Weinkrüge waren beschriftet: „Plantage des (König) Skorpion“ auch wurden ca. 160 Plättchen aus Elfenbein und Stein gefunden, auf denen Buchstaben und Worte standen, dies ermöglichte die einwandfreie Identifizierung. Es handelt sich dabei um die ältesten Schriftfunde in Ägypten. |                         |
| B 1/2                 | Iri Hor auch Irj Hor | B 1: ca. 2,5 × 7 m B 2: ca. 4,5 × 2,5 m |             | Dieses Grab wurde von W. M. Flinders Petrie entdeckt. Hier handelt es sich um einen für diese Zeit neuen Grabtyp, der aus zwei getrennten Kammern besteht: Die größere Kammer (B 1) als Grabkammer und die kleinere Kammer (B 2) als Magazinraum. | Das Grab des Iri Hor    |
| B 7/9                 | Ka                   | B 7: ca. 6 × 3,3 m, B 9: ca. 6 × 3 m    |             | König Ka war der unmittelbare Nachfolger von König Iri Hor. Sein Grab weist die gleiche Bauweise und Raumanordnung auf wie das Grab seines Vorgängers, lediglich in der Größe der Kammern gibt es Unterschiede. Im Grab wurden ca. 40 Gegenstände gefunden, auf denen der Name Ka geschrieben stand, was die Zuordnung ermöglichte. | Das Grab des Ka         |
| B 16/17               | Narmer               | beide ca. 10 × 3 m                      |             | Das Grab des Königs Narmer besteht ebenfalls aus zwei Kammern. Hier sind die Kammern nicht getrennt errichtet worden, sondern sie liegen direkt aneinander nur von einer Mauer getrennt. Bei diesem Grab ließ sich zum ersten Mal eine Stele nachweisen. | Das Grab des Narmer     |
| B 10/13/14/ 15/16/19, | Aha                  |                                         | 36          | Das Grab des Hor Aha ist ein Königsgrab mit fünf Kammern und einem Nebengrabkomplex. Die drei Hauptkammern B 10, 15, 19 haben in etwa dieselbe Größe und denselben Abstand zueinander. Die Kammern B 13, 14 sind etwas kleiner. Der König war vermutlich in der mittleren der drei großen Kammern (B 15) bestattet. B 16 enthält den Nebengrabkomplex mit 32 Grabkammern. In der östlichsten Kammer befand sich ein „Löwengrab“ mit zwei ausgewachsenen und fünf Jungtieren. | Das Grab des Hor-Aha    |
| B 40/50               | Teti I. Atoti        | B 40: ca. 10 × 8 m B 50: ca. 6 × 7,5 m  |             | Die Grabanlage des Königs Teti I. wurde wieder in zwei getrennten Kammern gebaut. B 40 die königliche Grabkammer und B 50 eine Anlage mit vier etwa gleich großen Kammern. Eine Zuordnung ist nicht sicher möglich, da keine Inschriften gefunden wurden. Das unvollendete Grab deutet auf eine Notbestattung hin, was auf König Teti I. hindeutet. Er regierte nur ca. 10 Monate und verstarb dann sehr plötzlich. |                         |
| O                     | Djer                 | ca. 18,4 × 17 m                         | 318         | Die Grabstätte König Djers umfasst eine Fläche von 40 × 70 m. Die Anlage besteht aus einer großen Hauptkammer, die von vielen kleinen Kammern für die 318 Nebenbestattungen umgeben ist. Diese Form der Grabanlage wird bei allen Gräbern der 1. Dynastie verwendet. | Das Grab des Djer       |
| Z                     | Wadji (Djet)         | ca. 13,5 × 11,4 m                       | 178         | Das Grab des Königs Djet ähnelt dem des Königs Djer. Die Hauptkammern sind in etwa gleich groß, nur die Zahl der Nebenbestattungen hat sich auf 178 verkleinert. In der Hauptkammer befinden sich 19 Magazinkammern/Nischen. | Das Grab des Wadji      |
| Y                     | Meritneith           | ca. 16,5 × 14 m                         | 41          | Die Grabanlage Königin Meritneiths besteht aus einer Grabkammer ca. 9 × 6,3 m und 41 Nebengräbern, die um die Grabkammer angesiedelt sind. Die Grabkammer ist an allen vier Seiten von zwei Magazinräumen umgeben. Königin Meritneith ist die Mutter von Hor Den, sie leitete, da er beim Tod seines Vaters noch ein Kind war, das Reich für einige Jahre. | Das Grab der Meritneith |
| T                     | Den (Dewen, Udimu)   | ca. 23,5 × 14 m                         | 121         | Die zentrale Grabkammer hat eine Grundfläche von ca. 15 × 8,5 m. Sie ist im Norden, Osten und Westen von kleinen Kammern für die 121 Nebenbestattungen umgeben. In das Grab führt erstmals von Nordwesten eine etwa 23,5 m lange Treppe. Nach der Bestattung wurde die Grabkammer verschlossen und der Korridor, der die Treppe umgab, zugeschüttet. | Das Grab des Den        |
| X                     | Anedjib (Adjib)      | ca. 6,8 × 4,5 m                         | 63          | Das Grab ist ähnlich gestaltet wie das des Hor Den und verfügt ebenfalls über eine Treppe, ist aber kleiner. Um die Hauptkammer liegen 63 kleiner Kammern für die Nebenbestattungen. | Das Grab des Anedjib    |
| U                     | Semerchet            | ca. 16,5 × 7,5 m                        | 68          | Die Grabkammer ist von allen Seiten mit kleineren Kammern für die 68 Nebenbestattungen umgeben. Zum ersten Mal liegen die Gräber für die Nebenbestattungen direkt an der Wand der Hauptgrabkammer. In dieses Grab führte eine ca. 10 m lange Rampe hinunter. | Das Grab des Semerchet  |
| Q                     | Qaa                  | ca. 10 × 5 m                            | 26          | König Qaa ist der letzte Herrscher, der die Tradition der Nebenbestattungen noch durchführte. Der Grabkammer vorgelagert sind sechs kleinere Magazinräume, durch deren Mitte die Eingangstreppe führt. Wiederum nur durch eine Mauer getrennt sind die Kammern für die 26 Nebenbestattungen um die Grabkammer des Königs angeordnet. | Das Grab des Qa’a       |
| P                     | Peribsen             | ca. 21 × 18,5 m                         | keine       | Um die Grabkammer des Königs sind durch lange Gänge verbunden 9 Magazinräume angeordnet. Die gesamte Anlage ist rechteckig. Seit Beginn der 2. Dynastie endet der Brauch der Nebenbestattungen. Der Zugang erfolgte über eine Rampe. Am Eingang zum Grab befand sich mindestens eine Königsstele. |                         |
| V                     | Chasechemui          | ca. 69 × 10/17 m                        | keine       | König Chasechemui war der letzte Pharao der in Umm el-Qaab ein Grab errichten ließ. Um die Grabkammer waren 54 Magazinräume angeordnet, die Grabkammer ist ca. 5,3 × 3,3 m groß. Die gesamte Anlage bildet ein längliches Rechteck. Hier wurden erstmals Gefäße aus Bronze gefunden. |                         |